# Ladislao de Gauss
Ladislao de Gauss (Budimpešta, 1901. – Trst, 1970.) bio je hrvatski i talijanski umjetnik, slikar i grafičar. Uz Romola Venuccija najistaknutiji stvaratelj riječkoga slikarskoga kruga 1930-ih.

## Životopis
Diplomirao je na Akademiji likovnih umjetnosti u Budimpešti. Živio je u Veneciji i Trstu gdje je radio kao učitelj pri Istituto statale. Slikao je u ulju, akvarelu i temperi motive mrtve prirode, krajolika, kao i motive iz riječkog predgrađa, istarske vedute, mornare i ribare. Bavio se crtežom, zidnim slikarstvom, fotografijom, grafičkim oblikovanjem i ilustracijom. Po njegovim nacrtima izrađeni su mozaici bočnih zidova prezbiterija u crkvi sv. Romualda i Svih svetih na Kozali.
Djela su mu izložena u raznim muzejima:
- MMSU - Muzej moderne i suvremene umjetnosti
- Museo del Palazzo del Quirinale, Rim[2]
- Narodna galerija Slovenije[3][4]
- Museo Revoltella[5]

## Izložbe
- Venecijanski bijenale, 1936.
- Skupne izložbe u Rijeci (I. i II. međunarodna izložba, 1925., 1927.; II. izložba umjetničkog sindikata, 1929.)
- Riječke fotografske izložbe (1933., 1934., 1940.)
- Buenos Aires, Argentina, 1954.

## Izbor iz djela
- Portret djevojke, 1932.
- Majka i dijete, 1932.
- Portret Francesca Dreniga
- Ilustrirao riječki mjesečnik Abbazia e la Riviera del Carnaro
- Oblikovanje naslovnica kataloga izložaba (Fotografska izložba, 1934.; Sindikalna umjetnička izložba, 1936.)
- Grad na moru, 1970.